# El Palmar, La Trinitaria
El Palmar är en ort i Mexiko.   Den ligger i kommunen La Trinitaria och delstaten Chiapas, i den sydöstra delen av landet, 900 km öster om huvudstaden Mexico City. El Palmar ligger 786 meter över havet och antalet invånare är 133.
Terrängen runt El Palmar är varierad. Runt El Palmar är det ganska tätbefolkat, med 60 invånare per kvadratkilometer. Närmaste större samhälle är Amparo Aguatinta, 6,2 km norr om El Palmar. I omgivningarna runt El Palmar växer i huvudsak städsegrön lövskog.